# Andorra na Letních olympijských hrách 2020
Andorru na Letních olympijských hrách 2020 reprezentovali celkem 2 sportovci ve 2 sportech. Jednalo se o dvanáctou účast této země na Hrách v řadě od první účasti v roce 1976.

## Počet soutěžících v jednotlivých sportech
| Sport      | Druh sportu  | Muži | Ženy | Celkem |
| ---------- | ------------ | ---- | ---- | ------ |
| Atletika   | -            | 1    | 0    | 1      |
| Kanoistika | vodní slalom | 0    | 1    | 1      |
| Celkem     | Celkem       | 1    | 1    | 2      |